# Коледж Сент-Роуз
Коледж Сент-Роуз або Сент-Роуз-Коледж (англ. College of Saint-Rose) був приватним католицьким коледжем в Олбані, Нью-Йорк . Він був заснований у 1920 році Сестрами св. Йосифа Каронделетського як жіночий коледж. Він став закладом із повністю спільним навчанням у 1969 році. Наступного року коледж додав до своєї ради світських осіб і став незалежним коледжем, спонсорованим сестрами. Коледж знаходився в районі Пайн-Гіллс в Олбані. Він був членом другого дивізіону Національної асоціації студентського спорту.
У червні 2023 року, після багатьох років фінансових труднощів, акредитатор коледжу, Комісія з вищої освіти Середніх Штатів, публічно попередила коледж, що йому загрожує втрата акредитації. У листопаді 2023 року опікуни коледжу проголосували за закриття коледжу в червні 2024 року.

## Історія
Ідея створення коледжу Сент-Роуз була задумана монсеньйором Джозефом А. Делані, генеральним вікарієм римо-католицької єпархії Олбані в 1920 році. Делані зв'язався з сестрою Бланш Руні, членом місцевого відділу Сестер святого Йосифа Каронделетського, розташованого в Трої, Нью-Йорк. Руні та її сестри сприйняли цю ідею, і з дозволу та підтримки єпископа Олбані Едмунда Ф. Гіббонса та Руні Делані придбав територію для коледжу. Після надання тимчасової хартії від Ради регентів 28 червня 1920 року в Олбані, Нью-Йорк, Коледж Сент-Роуз було засновано як коледж для жінок з програмою гуманітарних наук.
Засновники коледжу обрали його назву на честь першої канонізованої святої в Америці, святої Рози Лімської. Спочатку наголос робився на професійній підготовці вчителів, але швидко навчання поширилось на підготовку до бізнес-фахівців та інших професій.
У 1946 році коледж створив вечірнє відділення для ветеранів Другої світової війни. До 1950 року в коледжі було відкрито аспірантуру. Чоловікам дозволялося вступати на вечірнє відділення та аспірантуру. Коледж став закладом із повністю спільним навчанням чоловіків та жінок у 1969 році. У 1970-х роках у студмістечку для студенітів-чоловіків стало доступним житло. Вечірнє відділення було відновлено в 1974 році.
У 1970 році до опікунської ради коледжу було додано 10 світських осіб, і коледж став незалежним коледжем, спонсорованим Сестрами Святого Йосипа Каронделетського.

### Фінансові труднощі 2015—2023
У грудні 2015 року коледж оголосив про плани ліквідувати 27 академічних програм і 23 посади викладачів. Скасовані програми торкнулись лише 40х відсотків студентів, а 12 академічних програм не містили жодного вступника. Коледж стверджував, що скорочення були необхідні для забезпечення життєздатності коледжу в майбутньому. Через два місяці професорсько-викладацький склад коледжу висловив «недовіру» президенту коледжу Керолін Дж. Стефанко, яка залишалася на своїй посаді до 2020 року. Слідчий комітет Американської асоціації професорів університетів дійшов висновку, що звільнення викладачів «порушило спільне управління та підірвало зайняття академічних посад та академічну свободу», а також «порушило принципи та стандарти асоціації».
У 2020 році коледж скоротив адміністративний бюджет на 8 мільйонів доларів. У грудні того ж року коледж оголосив, що він скасує 16 бакалаврських програм, шість магістерських програм та три програми отримання сертифікатів як захід економії, намагаючись досягти збалансованого бюджету до 2023 року. У грудні 2021 року четверо професорів, звільнених у зв'язку зі скороченням у 2020 році, виграли суд проти коледжу та були поновлені на роботі. Суд штату Нью-Йорк визнав, що коледж діяв всупереч власному довіднику для викладачів. Однак у жовтні 2022 року це рішення було Верховним судом штату.
У червні 2023 року акредитатор коледжу, Комісія з вищої освіти Середніх Штатів, попередила коледж, що його акредитація «під загрозою» через фінансові труднощі. Комісія дала коледжу шість місяців для виправлення зауважень комісії. Ближче до жовтня 2023 рейтингове агентство Fitch Ratings оцінило рейтинг облігацій школи як «BB», що означає «спекулятивний неінвестиційний рівень». У листопаді коледж звернувся до законодавців з проханням про надзвичайне фінансування, щоб уникнути закриття, включаючи 5 мільйонів доларів від законодавчих зборів штату Нью-Йорк.

### Закриття
30 листопада 2023 року преса повідомляла, що через фінансові труднощі опікунська рада коледжу проголосувала за закриття коледжу Сен-Роуз після весняного семестру 2024 року. Президент Вайт назвала складні фактори, які, за її словами, впливають на багато невеликих незалежних закладів, зокрема на північному сході Сполучених Штатів, такі як багаторічне скорочення кількості учнів і вплив пандемії COVID-19 на освіту. Студенти протестували проти планованого закриття.
15 лютого 2024 року коледж подав заяву «Повідомлення про адаптацію та перенавчання працівників» («WARN») до Департаменту праці штату Нью-Йорк, підтверджуючи закриття та повідомляючи, що 646 працівників (з 646) втратять роботу найближчим часом. місяців. Крім того, закриття призведе до того, що 87 об'єктів нерухомості в Олбані залишаться пустими.
За даними Департаменту освіти штату Нью-Йорк, останнім днем навчання було 21 червня 2024 року, а всі операції припинилися до кінця грудня 2024 року.

### Президенти
1. Едмунд Гіббонс (1920—1949)[28]
2. Роза Ліми Долан (1949—1953)[28]
3. Кетрін Френсіс Сульє (1953—1966)[28]
4. Маргарет Кішан (1966—1970)
5. Альфонс Р. Міле (1970—1972)
6. Томас Меніон (1973—1983)
7. Луї Ваккаро (1983—1996)
8. Р. Марк Салліван (1996—2012)
9. Девід Щербацкі (2012—2013)
10. Керолін Дж. Стефанко (2014—2020)
11. Марша Вайт (2020—2024)[29]

## Студмістечко
Студмістечко коледжу Сент-Роуз розташовувалось у районі Пайн-Гіллс Олбані, столиці Нью-Йорка. Протягом багатьох років коледж поступово придбавав багато будинків вікторіанської епохи, що прилягали до головного студмістечка. Багато з цих будівель були перетворені на офіси та студентське житло. Повільне розширення коледжу в околиці час від часу призводило до конфлікту з місцевими сусідами та асоціаціями збереження історії.

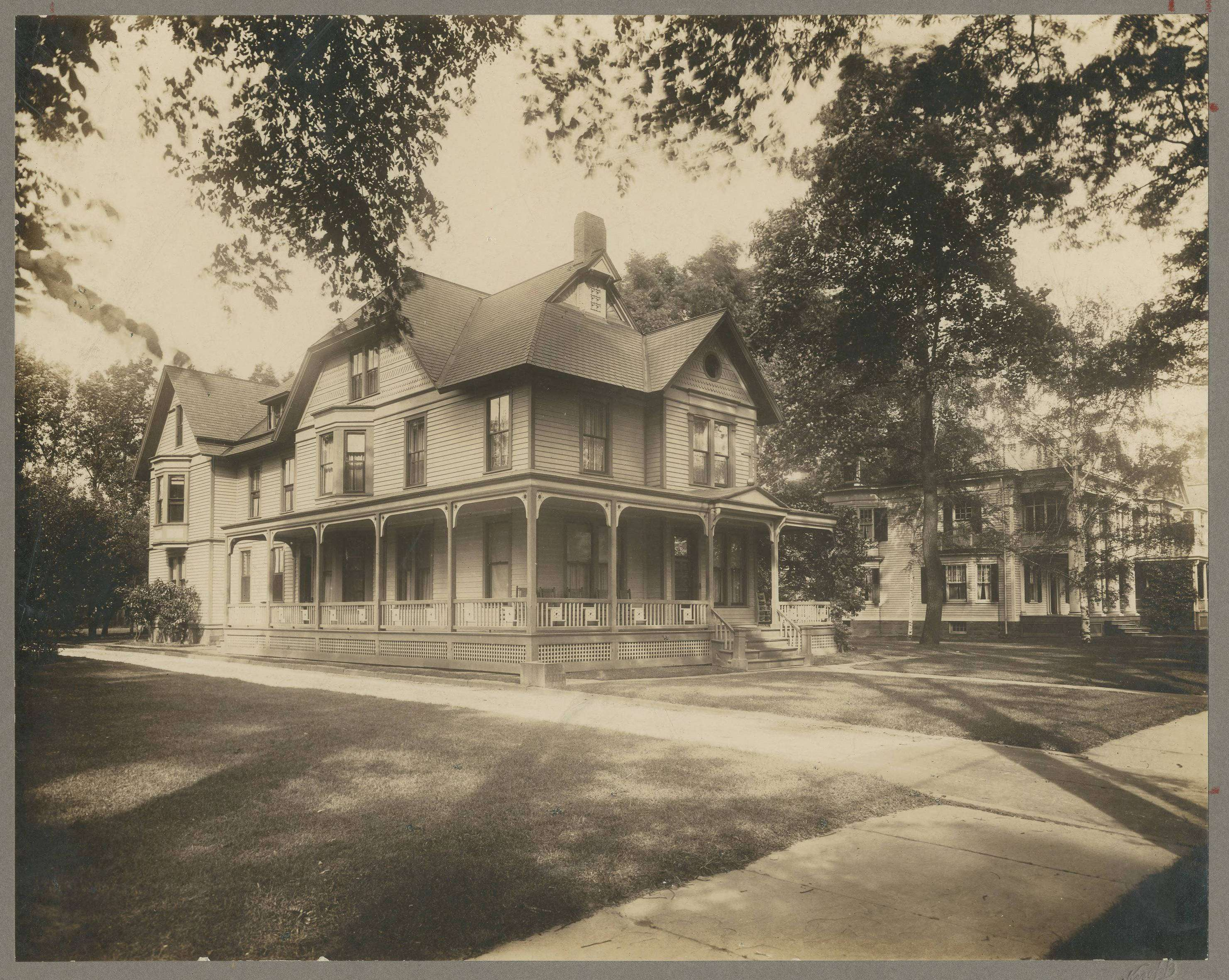
Моран-хол — перша будівля, придбана коледжем

Сент-Джозеф-хол був чотириповерховою англійською цегляною будівлею з вапняковою обробкою, фасадом якої були шість коринфських колон. Він був розташований на Медісон-авеню, 985 між Науковим центром на заході та Моран-холом на сході. Будівля була побудована в 1922 році вартістю півмільйона доларів через потребу в аудиторії та їдальні для розміщення зростаючої кількості студентів. Сент-Джозеф-хол став першою навчальною будівлею, зведеною спеціально для коледжу. Початково, в Сент-Джозеф-холі розташовувались лекторії, навчальні класи, каплиця, гуртожиток, їдальня та кухня.
У Мистецькому центрі Масрі були концертний зал імені Кетлін МакМанус Пікотт, галерея імені Естер Масрі та Музичне крило імені Вільяма Рендолфа Герста. Ця будівля слугувала основним місцем проведення концертів і виставок студентів і викладачів коледжу, а також як майданчик для виступів і виставок для художників, музикантів, вокалістів і оркестрів. Центр отримав золоту нагороду LEED як одна з найбільш енергоефективних будівель у столичному регіоні. 

## Спорт
Коледж Сент-Роуз був членом другого дивізіону Національної асоціації студентського спорту у 19 міжвузівських видах спорту. Незадовго до 2000 року Коледж Сент-Роуз став членом Конференції Northeast-10 (NE-10). Основними кольорами школи були білий і золотий, але чорний і золотий використовувалися в маркетингових цілях. Студентські спортивні команди називалися «Золотими Лицарями» або «Ґолден Найтс». Назва команд викликала суперечки, коли хокейний клуб «Вегас Голден Найтс» приєднався до Національної хокейної ліги в 2017 році. Тоді коли Коледж Сент-Роуз висунув заперечення, які призвели до того, що заявка хокейної команди на торговельну марку була спочатку відхилена, хоча пізніше вона була схвалена в апеляції.
У 2009 році жіноча футбольна команда Коледжу Сент-Роуз стала третьою командою в історії Конференції Northeast-10 (1985), яка виграла три післясезонні титули поспіль. Сезонний рекорд команди становив 24–1, і на кінець сезону вона займала четверте місце в рейтингу Сполучених Штатів.

### Спорткомплекс
Вартість будівництва спортивного комплексу імені Крістіана Пламері становила 4,7 мільйона доларів. Фінансування комплексу коледжем включало внесок у розмірі 1 мільйона доларів від Джо Пламері — голови правління та генерального директора Willis Group Holdings. Комплекс назвали на честь померлого сина Пламері.

## Відомі викладачі та випускники

### Видатні випускники
- Філіп Амеліо — актор і педагог
- Ніколас Ентоні Ашіоті — композитор і диригент
- Ґлен Баркер — колишній бейсбольний гравець Вищої ліги, пізніше працював у беїсбольній команді «Х'юстон Астрос»
- Пітер Демпфль — науковий автор і педагог
- Мері Дейлі — радикальна феміністка, філософ і теолог, викладала у Бостонському коледжі, писала про релігію та жінок
- Джиммі Феллон — актор і телеведучий, він покинув школу, перш ніж її закінчити, щоб приєднатися до комедійної трупи, і отримав ступінь бакалавра мистецтв у галузі комунікацій у 2009 році, а також отримав звання почесного доктора літератури на тій же церемонії[40]
- Патриція А. Феннелл — соціолог
- Мерілі Джонс — колишній декан приймальної комісії Массачусетського технологічного інституту та співавтор книги «Менше стресу, більше успіху» . Звільнилася з Массачусетського технологічного інституту після того, як було виявлено, що вона збрехала про вчені ступені та повноваження, яких не здобула.
- Ґарт Джозеф — професійний баскетболіст
- Джоан Лещінскі — 13-й президент Університету Св. Амвросія в Давенпорті, штат Айова
- Елізабет О'Коннор Літтл — сенатор штату Нью-Йорк
- Джон Мюллер — бейсбольний тренер університету в Олбані, штат Нью-Йорк[41]
- Брайан Патно — джазовий саксофоніст і лідер групи
- Лоретта А. Преска — голова окружного суду Сполучених Штатів Південного округу Нью-Йорка та колишній кандидат до Апеляційного суду США другого округу
- Роберт Рейлі — член Асамблеї штату Нью-Йорк від Демократичної партії
- Джеймс Ніколас Тедіско — член-республіканець Асамблеї штату Нью-Йорк і Сенату штату Нью-Йорк, був лідером меншості в Асамблеї з листопада 2005 року по квітень 2009 року.
- Марша Вайт — колишній президент і виконавчий директор Саратогського центру виконавчих мистецтв, вона була членом опікунської ради Коледжу Сент-Роуз, перш ніж її призначили тимчасовим президентом у 2020 році, а потім президентом у 2021 році[42] .

### Відомі викладачі
- Шерон Лоуден — художниця
- Еван Мак — лібретист і композитор
- Даніель Нестер — письменник, редактор і поет
- Доріс Грумбах — педагог, письменниця